# Український учитель
Український учитель — видавництво педагогічної літератури. Створене у 1906 р. у Полтаві за участю Г. Шерстюка (голова видавничого товариства), П. Мирного, М. Дмитрієва та Г. Маркевича. Основне завдання — видання підручників для українських шкіл. 

## Діяльність
Першою книжкою видавництва була «Коротка українська граматика» Г. Шерстюка (Ч. 1, Полтава, 1907). Протягом 2-х років функціонування видавництва в Полтаві було видрукувано 9 назв книжок. Серед них — підручники «Граматка» С. Черкасенка (1907), «Арифметика, або Щотниця для українських шкіл» О. Степовика (1907), науково-популярні видання «Про людське тіло» В. Корольова (1908), «Про небо: Популярна астрономія. Ч. 1» С. Черкасенка (1907), а також низка казок. 
З 1908 р. «Український учитель» працював у Києві, у зв'язку з переїздом сюди Г. Шерстюка. У київський період (1908—1912 рр.) видавництво зосередилось на публікації книг для самоосвіти українського населення та на виданні дитячої художньої літератури. У цей час побачили світ понад 40 назв, серед яких — друга частина популярної астрономії «Про небо» С. Черкасенка (1909), брошури М. Загірньої «Який був лад в Афінській державі» (1908), Д. Дорошенка «Білоруси і їх національне відродження» (1908), Ю. Сірого «Дивні рослини» (1910) та «Світова подорож краплини води» (1910), вірші Т. Шевченка, оповідання М. Коцюбинського, байки Л. Глібова, науково-популярні оповідання Г. Шерстюка, казки. 
У 1910—1911 рр. книжки видавництва отримали кілька медалей на російських виставках.